# Три сокровища (даосизм)
Три сокровища (кит. трад. 三寶, упр. 三宝, пиньинь sānbǎo) — в даосизме общее название основных добродетелей.

## Первоисточник
Впервые они упоминаются в Дао Дэ Цзине в главе 67, которая, по выражению Линь Юйтана, содержит «самые прекрасные наставления» Лао-цзы.
Все говорят о том, что мое Дао велико и не уменьшается. Если бы оно уменьшалось, то после долгого времени оно стало бы маленьким. Оно не уменьшается потому, что является великим.
Я имею три сокровища, которыми дорожу: первое — это человеколюбие, второе — бережливость, а третье состоит в том, что я не смею быть впереди других (我有三寶持而保之一曰慈二曰儉三曰不敢為天下先).

Я человеколюбив, потому могу быть храбрым. Я бережлив, потому могу быть щедрым. Я не смею быть впереди других, поэтому могу быть умным вождём.
Различные переводчики по-разному переводят 67 главу как в связи с различным пониманием семантики выражений, так и в связи со сложностью передачи даосской терминологии.
Первое сокровище — цы (кит. 慈, пиньинь cí, буквально: «сострадание, доброта, любовь, человеколюбие»), а также термин вэньянь со значением «мать» (ассоциирующимся с любовью и заботой). В главах 18 и 19 Дао Дэ Цзина «ци» (родительская любовь) упоминается параллельно с «сяо» (孝 сыновняя любовь, почитание родителей). 
Второе сокровище — цзянь (кит. трад. 儉, упр. 俭, пиньинь jiǎn, буквально: «самоограничение, умеренность, экономность, сдержанность, бережливость»), практика, восхваляемая в ряде мест Дао Дэ Цзина (например в главе 59). 

Третье сокровище передаётся фразой из шести иероглифов: бугань вэй тянься сянь кит. трад. 不敢為天下先, упр. 不敢为天下先, пиньинь bugan wei tianxia xian, буквально: «не стремиться быть первым под небом». Дальнейший текст разъясняет, что стремление быть первым заставляет отталкивать других. Некоторые исследователи трактуют эту добродетель как способ избежать преждевременной смерти: быть на переднем крае мира значит сделаться заметным и уязвимым для разрушительных сил; оставаться скромным и незаметным позволяет полностью созреть и вести плодотворную жизнь.